# Koo Wee Rup
Koo Wee Rup ist eine Kleinstadt 75 km südöstlich von Melbourne im Cardinia Shire im Bundesstaat Victoria in Australien. Der Ort ist bekannt für seinen Gemüse- und besonders Spargel-Anbau. Heute (Stand 2016) leben hier 2.281 Einwohner.
Vor den Europäern siedelten hier die Aborigines der Bunurong, aus deren Sprache der Ortsname stammt: „ku-wirup“ bedeutet „eine Menge Blackfish“ oder „Blackfish-Schwärme“ (Blackfish = Schwarzer Sägebarsch = Centropristis striata).

## Persönlichkeiten
- Percy Osborn (1900–1991), Radrennfahrer